# L'ultimo grande eroe
L'ultimo grande eroe è il quinto album di inediti del gruppo musicale italiano Sonohra, pubblicato il 14 dicembre 2018.
Il disco è stato anticipato dal singolo Ciao, in radio e negli store digitali dal 7 dicembre.
Sono passati dieci anni dall’esordio discografico con Liberi da sempre e dalla vittoria nella sezione Giovani del Festival di Sanremo con il brano L’amore. I fratelli Luca e Diego Fainello tornano sulla scena musicale con questo nuovo progetto, realizzato in analogico.
Il disco è stato autoprodotto e registrato presso Sonohra studio. L’ultimo grande eroe è composto da 10 brani ed è interamente prodotto dai fratelli Fainello: Luca ha curato i testi, Diego la musica e gli arrangiamenti.

## Tracce
1. Vivi ogni attimo come fosse l'ultimo
2. Da che parte è il tuo destino
3. Con una foto di James Dean
4. Ciao
5. Come un falco che va nel suo cielo
6. Un senso per me
7. L'ultimo ballo lento
8. Un gioco di parole
9. L'ultimo grande eroe
10. Un soffio d'aria nuova